# سپرخئوس
سپرخئوس (به یونانی: Σπερχειός) در اسطوره‌های یونان، خدای رود تسالی است.
سپرخئوس پدر منسستیوس و پولودورا بود.